# Kirby Krackle

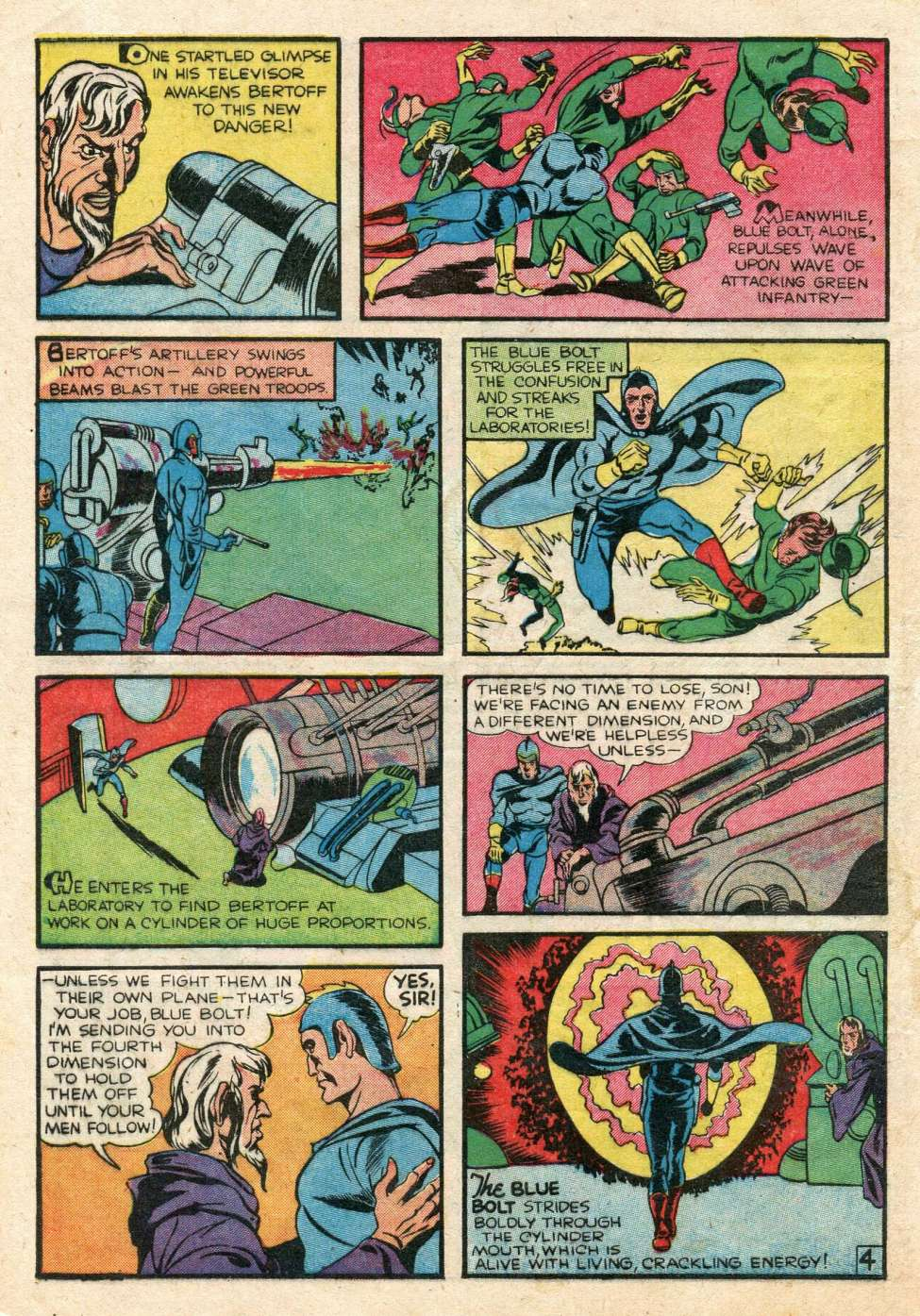
Blue Bolt #5 (Octubre de 1940), primera aparición de Kirby Krackle.

El Kirby Krackle (también conocido como Kirby Dots; en español: craquelado de Kirby y puntos de Kirby, respectivamente) es una convención artística de los cómics de superhéroes y ciencia ficción y de ilustraciones similares, en la que se utiliza un campo negro para representar el espacio negativo alrededor de tipos de energía no especificados. Los Kirby Krackles suelen utilizarse en ilustraciones de explosiones, humo, explosiones de pistolas de rayos, energía «cósmica» y fenómenos del espacio exterior.

## Historia
El efecto lleva el nombre de Jack Kirby, el influyente dibujante de cómics que creó este recurso estilístico. Aunque el Kirby Krackle en su forma madura apareció por primera vez en la obra de Kirby durante 1965-1966 (en Fantastic Four y Thor), el historiador de cómics Harry Mendryk (del Jack Kirby Museum & Research Center) ha rastreado la primera versión del dispositivo estilístico hasta 1940, en Blue Bolt #5 de Jack Kirby y Joe Simon. Como Joe Simon era el entintador de ese cómic, puede haber sido parcialmente responsable del aspecto del proto-Kirby Krackle. Ejemplos de una forma transitoria del Kirby Krackle aparecen en dos historias de Kirby de finales de los años cincuenta: The Man Who Collected Planets de 1957 (lápices y tintas de Kirby) y The Negative Man de 1959 (tintas atribuidas a Marvin Stein). Los efectos se utilizaron durante las secuencias de transformación en Ben 10 (2005) y Ben 10: Omniverse (2012)
El Kirby Krackle se incorpora al diseño del Campus de los Vengadores del parque de diversiones Disney California Adventure.